# La Fouly
La Fouly (toponimo francese; fino al XX secolo La Folly) è una frazione di 66 abitanti del comune svizzero di Orsières, nel Canton Vallese (distretto di Entremont).

## Geografia fisica
La Fouly sorge a 1592 m s.l.m. nella Val Ferret, alle pendici del Monte Dolent e del Tour Noir, nelle Alpi del Monte Bianco; è attraversata dalla Drance. Dista 13 km da Orsières, 30 da Martigny e 100 km da Losanna.

## Monumenti e luoghi d'interesse
- Cappella di Nicola di Flüe, eretta nel 1941-1942[1].

## Amministrazione
Ogni famiglia originaria del luogo fa parte del cosiddetto comune patriziale e ha la responsabilità della manutenzione di ogni bene ricadente all'interno dei confini della frazione.

## Sport
È una stazione sciistica sviluppatasi a partire dagli 1920; in inverno si praticano lo sci di fondo (15 km di pista) e lo sci alpino ed è dotata di tre impianti di risalita. La Fouly è una tappa del Giro del Monte Bianco.